# Östlombardiska
Östlombardiska är en grupp besläktade dialekter av lombardiska som talas i Lombardiets östra delar, huvudsakligen i provinserna Bergamo, Brescia och Mantua, samt i områdena runt Crema, och en del av Trento. Dess huvudsakliga varianter är Bergamasque och Bresciska. Östlombardiska och italienska är olika språk som inte är ömsesidigt begripliga.
Idag har östlombardiska varken officiell status i Lombardiet eller någon annanstans. Det enda officiella språket i Lombardiet är italienska.